# Chiangmai F.C.
Câu lạc bộ bóng đá Chiangmai (bảng chữ cái tiếng Thái สโมสรฟุตบอลจังหวัดเชียงใหม่) là một câu lạc bộ bóng đá Thái Lan có trụ sở tại tỉnh Chiang Mai, một tỉnh nằm ở phía bắc của Thái Lan. Câu lạc bộ hiện chơi ở Thai League 3. Sân nhà chính là Sân vận động kỷ niệm 700 năm.

## Lịch sử
Dựa trên trang web Thai-Fussball.com, Câu lạc bộ bóng đá Chiangmai được thành lập năm 1999 và thi đấu ở Giải tỉnh Thái Lan cho đến năm 2007.
Năm 2009 câu lạc bộ được cấu trúc lại, có một huy hiệu mới, người quản lý và một biệt danh mới: "Những chú hổ Lanna". Câu lạc bộ về đích thứ 9 trong Khu vực Liên minh khu vực phía Bắc và chỉ một mùa sau đó giành chức vô địch. Việc này giúp cho Câu lạc bộ bóng đá Chiangmai tham gia vào trận play-off và giành chiến thắng.
Nhưng cuộc phiêu lưu đầu tiên chưa từng có ở Giải hạng nhất Thái Lan năm 2011 chỉ kéo dài một mùa giải. Phải mất hai năm để đội bóng trở lại. Tuy nhiên, giai đoạn thứ hai trong tình trạng lấp lửng khi chủ tịch câu lạc bộ Udonpan Jantaraviroj tuyên bố rút khỏi câu lạc bộ và sự hỗ trợ của ông ở hạng hai. Sau những cuộc thảo luận kéo dài và sự phản đối của người hâm mộ, ông đã đồng ý tiếp tục nhưng cuối năm 2016, ông quyết định rời khỏi câu lạc bộ sau khi đã quản lý Câu lạc bộ bóng đá Chiangmai trong một thời gian dài.

## Danh hiệu

### Giải đấu trong nước
- Thai League 2
  - Hạng ba (1): Thai League 2018
- Regional League Division 2:
  - Á quân (1): 2013
- Regional League Northern Division
  - Vô địch (3): 2010, 2012, 2013

## Sân vận động và địa điểm theo mùa giải
| Tọa độ                                          | Địa điểm   | Sân vận động                     | Sức chứa | Năm                  |
| ----------------------------------------------- | ---------- | -------------------------------- | -------- | -------------------- |
| 18°48′03″B 98°59′22″Đ / 18,800807°B 98,989501°Đ | Chiang Mai | Sân vận động Thành phố Chiangmai | 2,500    | 2007–2008, 2020-nay  |
| 18°50′23″B 98°57′34″Đ / 18,839722°B 98,959444°Đ | Chiang Mai | Sân vận động kỷ niệm 700 năm     | 25,000   | 2009–2017, 2018–2019 |

## Thành tích theo mùa giải
| Mùa giải  | Giải đấu    | Giải đấu | Giải đấu | Giải đấu | Giải đấu | Giải đấu | Giải đấu | Giải đấu | Giải đấu | FA Cup         | League Cup             | Vua phá lưới       | Vua phá lưới              |
| Mùa giải  | Division    | P        | W        | D        | L        | F        | A        | Pts      | Pos      | FA Cup         | League Cup             | Cầu thủ            | Số bàn thắng              |
| --------- | ----------- | -------- | -------- | -------- | -------- | -------- | -------- | -------- | -------- | -------------- | ---------------------- | ------------------ | ------------------------- |
| 1999/2000 | Pro League  | 22       | 5        | 4        | 13       | 21       | 45       | 19       | 11th     |                |                        | ฺ                   |                           |
| 2000/2001 | Pro League  | 22       | 12       | 1        | 9        | 29       | 22       | 37       | 4th      |                |                        | Bundit Petampai    | 11                        |
| 2002      | Pro League  | 10       | 4        | 5        | 1        | 16       | 9        | 17       | 3rd      |                |                        | Bundit Petampai    | 13                        |
| 2003      | Pro League  | 22       | 9        | 8        | 5        | 39       | 28       | 35       | 4th      |                |                        | Supakit Jinajai    | 12                        |
| 2004      | Pro League  | 18       | 1        | 5        | 12       | 10       | 34       | 8        | 10th     |                |                        | Supakit Jinajai    | 6                         |
| 2005      | Pro League  |          |          |          |          |          |          |          | 3rd      |                |                        |                    |                           |
| 2006      | DIV 2       | 30       | 3        | 4        | 23       | 19       | 75       | 13       | 16th     |                |                        |                    |                           |
| 2007      | DIV 2       | 22       | 9        | 5        | 8        | 30       | 38       | 32       | 7th      |                |                        |                    |                           |
| 2008      | DIV 2       | 20       | 3        | 6        | 11       | 25       | 34       | 15       | 9th      |                |                        |                    |                           |
| 2009      | DIV 2 North | 20       | 4        | 4        | 12       | 24       | 44       | 16       | 9th      | R1             |                        |                    |                           |
| 2010      | DIV 2 North | 30       | 26       | 1        | 3        | 65       | 14       | 79       | 1st      | Không tham gia | Không tham gia         |                    |                           |
| 2011      | DIV 1       | 34       | 7        | 9        | 18       | 36       | 55       | 30       | 16th     | R2             | R3                     | Sarun Sridech      | 6                         |
| 2012      | DIV 2 North | 34       | 24       | 8        | 2        | 78       | 30       | 80       | 1st      | Không tham gia | Không tham gia         | Aliou Seck         | 18+(4 Championship round) |
| 2013      | DIV 2 North | 30       | 21       | 6        | 3        | 70       | 20       | 69       | 1st      | Không tham gia | Không tham gia         | Chatchai Narkwijit | 27+(5 Championship round) |
| 2014      | DIV 1       | 34       | 15       | 10       | 9        | 51       | 36       | 55       | 5th      | R3             | R1                     | Anggello Machuca   | 16                        |
| 2015      | DIV 1       | 38       | 12       | 12       | 14       | 43       | 54       | 48       | 15th     | R2             | R1                     | Chatchai Narkwijit | 8                         |
| 2016      | DIV 1       | 26       | 8        | 8        | 10       | 36       | 34       | 32       | 9th      | R2             | R1                     | Apiwat Pengprakone | 10                        |
| 2017      | T2          | 32       | 12       | 3        | 17       | 46       | 52       | 39       | 10th     | R2             | R1                     | Hristijan Kirovski | 10                        |
| 2018      | T2          | 28       | 13       | 11       | 4        | 45       | 31       | 50       | 3rd      | R1             | Qualification play-off | Soares             | 11                        |
| 2019      | T1          | 30       | 7        | 7        | 16       | 39       | 62       | 28       | 16th     | R1             | R1                     | Eliandro           | 12                        |

| Vô địch | Á quân | Lên hạng | Xuống hạng |

## Cầu thủ

### Đội hình đội một
Ghi chú: Quốc kỳ chỉ đội tuyển quốc gia được xác định rõ trong điều lệ tư cách FIFA. Các cầu thủ có thể giữ hơn một quốc tịch ngoài FIFA.
| Số | VT | Quốc gia   | Cầu thủ                 |
| -- | -- | ---------- | ----------------------- |
| 1  | TM | Thái Lan   | Wiroon Boonyuen         |
| 4  | HV | Thái Lan   | Mathawin Chueanun       |
| 7  | TV | Thái Lan   | Phitsanusak Chuenbua-in |
| 9  | TV | Thái Lan   | Wuttikrai Pathan        |
| 10 | TV | Trung Quốc | Liu Chaoyang            |
| 11 | TĐ | Thái Lan   | Pichai Thongvilas       |
| 12 | HV | Thái Lan   | Tanut Ruengklan         |
| 13 | TĐ | Hàn Quốc   | Park Sang-myeong        |
| 16 | TV | Thái Lan   | Antonio Verzura         |
| 18 | TM | Thái Lan   | Surasak Thongoon        |
| 19 | TĐ | Thái Lan   | Ritthidet Phensawat     |
| 20 | TV | Thái Lan   | Taweechai Lamue         |

| Số | VT | Quốc gia | Cầu thủ                                     |
| -- | -- | -------- | ------------------------------------------- |
| 21 | TV | Thái Lan | Tanadol Chaipa                              |
| 22 | TV | Thái Lan | Wiset Monsikanphon                          |
| 23 | TM | Thái Lan | Praipna Boonma                              |
| 27 | HV | Thái Lan | Phongsak Vatina                             |
| 28 | TĐ | Thái Lan | Methi Chewagao                              |
| 29 | TV | Thái Lan | Chanothai Kongmeng (mượn từ Buriram United) |
| 30 | TĐ | Thái Lan | Olan Sirikunsathian                         |
| 49 | TV | Thái Lan | Theerathip Keereeprasopthong                |
| 68 | HV | Thái Lan | Phakphum Kunkongmee                         |
| 77 | TĐ | Thái Lan | Chotichai Matho                             |
| 79 | TĐ | Thái Lan | Thanadon Supaphon                           |
| 99 | TĐ | Thái Lan | Athaset Thongnak                            |

### Cho mượn
Ghi chú: Quốc kỳ chỉ đội tuyển quốc gia được xác định rõ trong điều lệ tư cách FIFA. Các cầu thủ có thể giữ hơn một quốc tịch ngoài FIFA.
| Số | VT | Quốc gia | Cầu thủ |
| -- | -- | -------- | ------- |

## Lịch sử huấn luyện viên
Huấn luyện viên theo năm (2014-nay)
- Somchai Chuayboonchum 2014
- Wil Boessen 2015
- Sugao Kambe 2015–2017
- Apisit Im-ampai 2017
- Choketawee Promrut 2017
- Carlos Eduardo Pereira 2018–2019
- Surapong Kongthep 2019
- Amnaj Kaewkiew 2020–2021